# 도쓰카 에쓰로
도쓰카 에쓰로(일본어: 戸塚 悦朗, 1942년~)는 일본의 인권 변호사이다.
1992년 NGO 국제교육개발을 대표해 일제강점기 당시 조선인의 강제 연행 문제와 위안부 문제를 유엔 인권위원회에 제기했으며, 위안부의 호칭으로 성노예(Sex slave)를 사용할 것을 제창하며 일본 정부의 보상 및 사과와 이에 대한 유엔의 대응을 요구했다.